# がんばれゴエモン2 奇天烈将軍マッギネス
『がんばれゴエモン2 奇天烈将軍マッギネス』（がんばれゴエモンツー きてれつしょうぐんマッギネス）は、コナミが開発し1993年12月22日に発売されたゲームソフト。スーパーファミコン版の『がんばれゴエモン』シリーズ第2弾。
2008年5月27日からはWiiのバーチャルコンソールで、2013年9月25日からはWii Uのバーチャルコンソールで、2017年8月23日からはNewニンテンドー3DSのバーチャルコンソールでも、それぞれ配信されている。

## 概要
本作から従来のゲームシステムに大幅な変更が加わり、見下ろし型マップを基礎として固定のステージをクリアしていく従来の作風から、ワールドマップによるステージ選択性を導入した純粋な横スクロールアクション式の作風に変化した。これに伴い、横スクロールアクションステージがゲームのメインとなり、見下ろし型マップの比重は旧作よりも小さくなっている。
世界観や作風の面でも大きく変化し、キャラクターやストーリーがよりコミカルに描かれるようになった。当時の『コミックボンボン』で連載されていた漫画や読者からの投稿を一部のキャラクターに反映させている。また、後に主要キャラクターとなる巨大からくりメカ「ゴエモン・いんぱくと」の初登場作品であり、以降に連なるSF時代劇コメディの世界観が本作で確立された。
ミニゲームとして前作の『グラディウス』（1985年）に続き、『XEXEX（ゼクセクス）』（1991年）がプレイできる。

## システム

### プレイヤー
本作からプレイヤーキャラクターを自由に選択できるようになった。ゲーム開始時にゴエモン・エビス丸・サスケの3人から選ぶことができる。これによって性能差による各キャラクターの差別化がなされ、それぞれの基本性能や武器、サブウェポンの消費金額などに違いが表れるようになった。
キャラクターの初期パラメータは全員共通で、ゲージ3、残数3。体力は「金の招き猫」の入手か銭湯の利用（ライフゲージMAX時に温泉に入る）で最大5まで、残数は「大入り袋」などの入手で最大99まで増加できる。
体力ゲージが0になる、穴に落ちる、強制スクロールで画面端と壁・天井に挟まれる、制限時間切れのいずれかで残数が1減り、残数が無くなるとゲームオーバー。ゲームオーバー時に「てやんでぃ!」（コンティニュー）を選択すると、所持アイテムはそのままかつ所持金が半減（初期状態未満にはならない）の上でエリアマップから再スタートとなる。
武器のレベルは「招き猫」の入手で1段階ずつ変化し、最大で2段階まで変化する。ダメージを受けるか町ステージで泥棒に接触すると1段階減る。前作で登場した共通サブウェポンの爆弾は排除され、入手などの手間が大幅に解消された一方、サブウェポンで敵を倒しても小判や招き猫が出現しなくなった。本作以降、兜や鎧などの防具に「メインウェポンがグレードダウンしなくなる」「ダメージを受けた際のノックバックが無くなる」という効果が付加されるようになった。本作では回復アイテムおよび防具の買い溜めは不可能になったが、代わりに全て消費する前にランクが下もしくは上のものに買い替えることが可能になっている。スピードアップアイテムのわらじは廃止され、ボタンダッシュができるようになった。
増加したライフ最大値、武器のパワーアップ、残数はセーブしても記録されずゲーム再開時にリセットされる。また、所持金および所持アイテムは各自で独立しているため、別のキャラクターの使用時にアイテムを持ち越すことはできない。
今作ではステージ上にうろつく敵は全て敵勢力のからくりメカとなっており、通常の敵の他、からくりメカ敵が操縦する乗り込み型からくりメカが登場する。乗っている敵を倒すことで乗ることができ、これをうまく活用すれば、水上を高速移動したり、地上でジャンプが届かない地点へ届くようになる。からくりメカに乗っている間はからくりメカがダメージを肩代わりし、耐久力が0になると壊れる。

### 2人プレイ
前作に引き続いて2人同時プレイが可能。「ひとりであそぶ」プレイ中に2プレイヤー側のスタートボタンを押すと途中でも参加できる（使用キャラクターの選択も可能）。ミスした際はその場復活し、どちらか一方がゲームオーバーになっても、残ったプレイヤーの残機数が2以上であれば残機をもらって復活できる。
一方が伏せ、残りの一方がその上にジャンプして重なると、攻撃と移動を分担する同時プレイ限定の動作である「おんぶ」状態となる。この最中は攻撃を担当するキャラクターのサブウェポンが強力になり、移動を担当するキャラクターとの組み合わせによってサブウェポンの攻撃方法に変化が生じる。
ゴエモンインパクト戦でも二人同時プレイが可能で、前哨戦ステージでのみ2P側の操作で小判ビームによる遠距離攻撃が行える他、3Dボス戦ステージでは二人同時に照準を動かし、攻撃やガードを分担して行うことが可能。

### アイテム
小判、千両箱
取ると所持金が増える。小判は5両で、メインウェポンで敵を倒すと落とす。千両箱はステージ中に配置されており、50両増える。
招き猫
メインウェポンで敵を倒すと落とすことがある。武器が一段階パワーアップする。
黄金招き猫
ライフの最大値が増え、全回復する。特定の壺の中に存在する。
大入り袋
残機が1増える。よろず屋で購入可能。前作の1UPパネルは無くなり、大入り袋で統一された。

#### 所持アイテム
よろず屋で買えるアイテム。前作と違って同じ種類の複数所持は不可能になった。
おにぎり、梅おにぎり、鮭おにぎり
ライフが無くなると自動的に使用される回復アイテム。おにぎりはゲージ1本分。梅おにぎりは3本分。鮭おにぎりは全回復。
みの、鉄のヨロイ、金のヨロイ
ダメージを防ぐアイテム。みのは1回、鉄のヨロイは3回、金のヨロイは5回防ぐ。
三度笠、鉄カブト、金のカブト
敵の飛び道具を防ぐアイテム。三度笠は1回、鉄カブトは3回、金のカブトは5回防ぐ。

#### 特殊アイテム
所持するだけで効果を発揮する特殊なアイテム。特定のよろず屋で購入可能だが、一部は情報を得ないと店に並ばない。
通行手形
一度クリアしたステージから途中離脱が可能になる。ゲーム進行のために必ず購入する必要がある。
リフト券
特定のステージにあるリフトが動く。一度使うと無くなる。
蛇の抜け殻
サブウェポン使用時の消費金額が半分になる。
グローブ
サブウェポンの溜めに掛かる時間が半分になる。

## ストーリー
福引きで当てた琉球リゾートでバカンスを楽しんでいたゴエモンとエビス丸の元に、伊賀の物知りじいさんが作ったからくり忍者サスケが駆け込んでくる。なんでも、謎の異人マッギネス＝カス＝テイラとその部下のマーブル5人衆の策謀により大江戸城が空中要塞に改造され、どこかへ飛んでいってしまったという。ゴエモンたちはこの琉球旅行が自分たちを厄介払いするために仕組まれた罠であったことを悟り、マッギネスを追うべくサスケと共に旅立つ。
物知りじいさんから大型からくりメカ・ゴエモンインパクトを授けられた一行は大江戸城を追って日本列島を北上し、時にはインパクトで巨大からくりメカとの激闘を繰り広げつつ各所にある敵の城を落としていく。一行は北海道でとうとう大江戸城に追い付き、インパクトで突っ込む形で突入に成功する。しかし天守閣で倒したマッギネスは偽物であり、本物のマッギネスによってインパクトが奪われてしまった。まさかの最後の敵となったインパクトを倒し、マッギネスを追い詰める。その時、インパクトに同乗させられていたおみつが操作を誤り、インパクトを暴走させてしまった。制御の利かないインパクトは町を踏み壊した挙句、転倒して大破するのだった。

## ステージ構成

### 基本構成
マップは6つのエリアで構成され、以下のステージが配置されている。
道中ステージ
制限時間内にゴールを目指す横スクロールアクションステージ。ゴール地点に落下してくるゴールたぬき（たぬきの置物）を破壊することでステージクリアとなり、この際、残り時間に応じた小判が手に入る。
一部、ルート分岐が発生するステージも存在する他、偽のゴールが用意されており正解ルートを通らないと次ステージへのルートが繋がらないステージも存在する。偽のゴールたぬきは落下音が異なり、壊してもたぬきが出るだけでクリア扱いにならない。
本作ではクリア後のおまけとして隠しステージ「ばーちゃ地獄」が用意されており、全面クリア後に特定条件を満たすことで挑戦できるようになる。
本作の最終ボス戦は「マッギネス城大天守」という独立したステージとして用意されており、1度最終ステージをクリアすれば、ミス後もボス戦から再戦が可能になっている。こちらはクリア後は入れなくなる。
町ステージ
旧作同様に体力回復、アイテム購入、情報収集を行う見下ろし型マップの町。
制限時間は存在しないが、出口から出ないと次のルートへつながらない。
ルート分岐する隠し通路がいくつか存在し、分岐によって到達できる隠しステージ「からくりワールド」が存在する。
6エリアの最終ステージ「マッギネス城天守閣」では、前作の9面における町エリアにあたる区画が前半に用意されており、体力の回復やアイテム購入を行える。また、前半エリアのみ、未クリアの状態でもスタート地点の外に出ることで任意にエリアマップに戻れる。
城ステージ
前作の「拠点ステージ」にあたるステージ。ステージ最奥にいるボスを倒すことでクリアとなる。いずれもマッギネスの日本かぶれぶりを表すように、相撲、歌舞伎、和食などの日本文化をモチーフとしている。
1度クリアすると入れなくなる。
ゴエモン・いんぱくとステージ
特定エリアの最後に存在する、巨大からくりメカ「ゴエモン・いんぱくと」を操作して挑むアクションステージ。
戦闘準備を整えるための「強制横スクロール高速アクションステージ」と巨大メカボス戦に挑む「巨大からくりメカ戦闘ステージ」の二部構成となっている。
こちらもクリア後の再戦は不可。
この内、1度クリアした道中ステージと出口から出た町ステージは、アイテム「手形」を所持している時に限りポーズ中にセレクトボタンを押すことですぐにステージの外に出られるようになる。また、中間地点アイテムの「これぞうくん」取得後はミスすると取得地点からの再開となるが、ゲームオーバー時にコンティニューを選んだ場合のみ、効果が持続する（取得後にセーブした場合はこれぞうくんの効果は取得したステージをクリアするまで記録される）。

### ゴエモンインパクトステージ
主にエネルギーや小判弾を稼ぐ前哨戦ステージと、敵メカとの戦闘を行う戦闘ステージの二つに分かれる。戦闘ステージでの敗北後の再戦時には、物知りじいさんとヤエが通信モニターを通じて交互に敵への対処法をアドバイスしてくれる。
また、前哨戦ステージでのミスおよびメカ戦闘ステージでミスすると通常通り残機減少の上でエリアマップに戻される。この際はマップが薄暗くなりBGMが変化すると共にマップ上のキャラアイコンがインパクトに変化し、勝利するまで町・道中ステージに戻れなくなる。ゲームオーバー後にコンティニューした場合はインパクトステージからの再開となり、ゲーム終了後にセーブデータから再開した場合は最後にセーブした場所から再開となる。
強制横スクロール高速アクションステージ
目的地まで走るゴエモンインパクトを操縦し、敵施設などの障害物を破壊しつつ迫り来る敵を撃墜しながら進む高速アクションステージ。インパクトは敵の攻撃に対しては無敵だが、「燃費が最悪」という設定に従って時間経過と共に油（エネルギー）が減少していく。障害物の破壊で油、敵の撃墜で小判が即時補充され、一定の撃破数ごとにキセルボムが1つ補充される。穴に落ちたり地形と画面左端に挟まれると大破するが、すぐに復活するのでそれだけでミスにはならない。しかしその間も油はどんどん減り、障害物破壊による補充もできなくなるため、結果として大ダメージを受けてしまう。油が0になると通常通りミスとなる。メカ戦闘ステージでの敗北後に再度選択して体勢を立て直すことが可能。
巨大からくりメカ戦闘ステージ
敵側の巨大からくりメカとの一騎討ちとなるボス戦ステージ。コックピットからの主観視点で戦闘が行われ、攻撃や防御を織り交ぜて相手の撃破を目指す。強制横スクロール高速アクションステージで稼いだ油、小判、キセルボムがそのまま反映される。ダメージを受けると油が減少し、0になると敗北する。また、高速アクションステージ同様、時間経過でも油が減少していく。敗北後は即座に戦闘からやり直すことも可能だが、その場合は油は低めでキセルボムも無い状態で戦わなければならない。
攻撃方法
十字キーで攻撃を当てたい位置に照準を移動させ、各種ボタンを使い分けることで敵の攻撃をうまく防ぎつつダメージを与えていく。
小判ビーム(A)
鼻から小判弾を打ち出す。弾数は有限だが連射が効く。敵の放つ弾を破壊すると1発に突き5両が補充される。
強パンチ(B)
威力が高く敵の突進攻撃をカウンターで弾き返すことが可能だが、出が遅く隙も大きい。
弱パンチ(Y)
威力は弱いが出が速く、連打が効く。突進攻撃は防げない。
キセルボム(X)
相手がどこにいても着弾地点に強制的に引き寄せて大ダメージを与える強力な爆弾をキセルから打ち出す。強力な攻撃だが戦闘中の補充は効かない。
左右ガード(L、R)
左右からの攻撃をガードする。突進攻撃などの一部の強力な攻撃はガードしても油を消費する。

### エリア
本作は全6のエリアに分けられている。主に西日本を不規則に回った前作と異なり、ファミコンの『がんばれゴエモン2』のように南から北まで日本を縦断する形となる。
えりあ一「大型からくりメカ登場」（沖縄〜九州）
最初のステージのみ琉球リゾートを舞台とし、以降は九州に渡る。さつま村で物知りじいさんからほら貝を受け取り、ばってん街道を通る。城ステージは相撲をテーマとした「相撲城」。クリア後はゴエモンインパクトに乗ってマッギネス軍の前線基地を破壊し、どすこい平野にて千秋楽との対決となる。
えりあ二「対決カブキリターンズ」（中国・四国）
最初の丸太街道は初の強制スクロールステージとなる。続く吉備峠と因幡峠の分岐は片方をクリアすれば進めるが両方クリアしても良い。こなみ町は手形を購入しなければ通過できない。城ステージは歌舞伎をテーマとした「歌舞伎城」。インパクトステージは存在しない。こなみ町で隠し通路を発見すると紀州峠へのルートが解禁され、クリアするとからくりワールドに行けるようになる。
からくりワールド
紀州峠をクリアすると行ける遊園地。前作のからくりアイランドに相当するが、淡路島にあった前作に対して今作では四国にある。作中のミニゲームが一堂に会する他、ゲームクリア後に条件を満たすと「バーチャ地獄」に挑戦できる。
えりあ三「巨大ベーゴマの恐怖」（近畿〜中部）
最初の龍神湖では『がんばれゴエモン外伝2〜天下の財宝〜』に登場したコリュウタの変化する龍に乗って進む。あかふく村にて伊勢神宮を通るか否かでステージが葉隠山か富士見街道に分岐する。城ステージは和食をテーマとした「和食城」。クリア後はゴエモンインパクトでマッギネス軍の水上基地を破壊し、裾野川にてしゃれこうべと対決する。和食城の後半エリアに設置されているところてん渡りエリアは、ジャンプに失敗して天突きに吸い込まれると、キャラクターが縦方向に切断される特殊描写がある。
えりあ四「大江戸城跡の秘密」（関東〜東北）
ここでシリーズ御馴染みのはぐれ町が登場する。ほろほろ寺を通るか否かで次の大江戸城跡地を経由するステージが分岐し、通った場合は地上を、通らなかった場合は地下作業場に進む。前者は荒れ果てた通常ステージだが、後者は鉋や電気丸のこをトロッコとして進む強制スクロールステージとなる。おまつり村、ねぶた街道、陸奥街道を経由するが、陸奥街道は正しいゴールを通らないと前のねぶた街道にルートが繋がってしまう。城ステージは日本の古い玩具をテーマとした「こけし城」。インパクトステージは存在しない。
えりあ五「追跡！マーブル五人衆」（北海道）
2つの道中ステージは雪山を越えていく。登山時のリフトは通常は止まっているが、事前にリフト券を購入していると動き出す。下山時は巨大な雪だるまに潰されないように進む。城ステージは無く、にぽぽ村からゴエモンインパクトを召喚し、そのままインパクトステージに移行する。マッギネス軍の地下工場を破壊し、地下トンネルにて神輿天狗と対決する。
えりあ六「奇天烈将軍マッギネス」（マッギネス城）
空中要塞に改造された大江戸城。地下トンネルの向こうに停泊しており、飛び立とうとした所にゴエモンインパクトが頭から突っ込んだことで進入する。最終ステージだけあって難易度が高く、道中ばかりか町ステージも敵が襲ってきたり隠し通路を発見しなければならず一筋縄ではいかない。広場や外壁を経由して天守閣に入る。広場には、本作唯一の中ボス、ひょっとこ丸が待ち構えている。天守閣にはこれまでの城ステージを模した四つの櫓が存在し、前半と後半で一つずつの計二つ攻略しなければならない。最奥部で偽マッギネスと戦い、大天守（天守閣の屋根の上）で最終決戦となる。
バーチャ地獄
条件を満たすと挑戦できるエクストラステージ。ゲームクリア前はマッギネスの騒動で営業を休止しているため条件を満たせない。地獄をテーマとしたステージで高難易度だが、名前通りバーチャル・リアリティのアトラクションなのでミスしても残機やアイテム、所持金に変化は無い。

### 店、施設
よろず屋
アイテムショップ。前作と違って同じ商品を何個買っても値上がりしない。
めし屋
地域に応じた料理を食べてライフを回復する。よろず屋同様、値上がりしなくなった。
宿屋
宿泊してライフを回復する。部屋は「松」「竹」「梅」の三種類で、高く豪華な部屋ほど多く回復する。今作では旅日記も付けられるようになった。
大江戸ツーリスト
旅行代理店。今作からは一度行った町に有料で転送してもらえるシステムとなった。
占い屋
料金を払って運勢を占ってもらえる。前作同様、三種類の結果がランダムで出るが占い師は非常に態度が悪くなっている。
銭湯
風呂に入ってライフを全回復する。ライフが最大の状態で入ると最大値が増える。前作同様、男湯か女湯が選択可能で、同じくゴエモンは男湯、エビス丸は女湯でなければ回復しない。サスケはどちらでも可。
賭博屋
サイコロの目の大小を賭ける。勝てば賭け金が倍になって戻ってくる。賭け金と所持金の合計が9999両を超えると勝負を断られる。
遊技場
料金を払ってミニゲームが遊べる。場所によって遊べるゲームが異なる。
ゼクセクス
からくりワールドでのみプレイ可能。『XEXEX』の2面が遊べる。あくまでゲームセンターのゲームであり、クリアしても賞金は無い。
スピード絵合わせ
伏せられているパネルを開いて同じ絵柄を揃えるゲームだが、前作のような順番制ではなく時間内にいくらでもめくれる早い者勝ち形式になっている。2P対戦可能。
対戦バズーカ
バズーカを持った鬼を操作して相手と撃ち合う。撃った球同士がぶつかると跳ね返り、自分が撃った球も被弾対象となる。被弾すると鬼はフラフープで踊り、僅かな間だけ身動きが取れなくなるため、一度嵌められると抜け出すのが難しい。2P対戦可能。
ぞうきんがけレース
ゲームではなくアルバイト。擬似3D画面でキャラクターを操作し、制限時間以内にどれだけの汚れ（足跡）を拭き取れるか競う。拭き取った汚れの数に応じて給料が支払われる。2P同時プレイも可能。

## 登場キャラクター

### 主要キャラクター
ゴエモン
主人公。はぐれ町に住む義賊。性能は平均的で、サブウェポンの消費金額が最も少ない。
ゲーム開始時の初期所持金額は100両。
武器：キセル
キセル→黄金キセル→炎のチェーンキセルの順にレベルアップする。
黄金キセルは上方向に対して広めの攻撃判定を持ち、チェーンキセルは見た目に反して攻撃範囲がやや狭く隙が大きい（ボタンの長短でチェーンが伸びる間隔を調整することは可能）。
サブウェポン：小判
2両消費。前方に小判を1発打ち出す
溜め撃ち：スーパー小判
貫通性能を持った小判を3つ同時に撃ち出す。
おんぶ攻撃1：拡散小判（エビス丸に乗る）
敵や壁に当たると拡散する小判を撃ち出す。
おんぶ攻撃2：超小判乱れ撃ち（サスケに乗る）
貫通性能を持った小判を5つ同時に撃ち出す。
エビス丸
正義の忍者を自称するゴエモンの相棒。移動力およびジャンプ力は最低だが武器やサブウェポンは使い勝手が良い。
ゲーム開始時の初期所持金額は最大の150両。
武器：ハリセン
なにわのハリセン→でかハリセン→かんしゃくハリセンの順にレベルアップする。
サブウェポン：手裏剣
4両消費。投げた後、ブーメランのように手元に戻ってくるため、射程圏外にいる敵には届かない。
溜め撃ち：ホーミング手裏剣
追尾性能を持った手裏剣を3つ同時に撃ち出す。
おんぶ攻撃1：くるくる手裏剣（ゴエモンに乗る）
回転しながら飛ぶ貫通手裏剣を撃ち出す。
おんぶ攻撃2：下手人キラー（サスケに乗る）
龍のような形に連なった強力なホーミング手裏剣を撃ち出す。
サスケ
今回からプレイヤーキャラクターになった。
全キャラクター中最高の機動力を持ち、攻撃範囲の広い直接攻撃と飛び道具により遠距離攻撃を主軸とし、くない切りの攻撃力も高い。
攻撃形態に多少のクセがあり、サスケだけジャンプ中の上方向攻撃が設定されていない。
ゲーム開始時の初期所持金額は50両。
武器：くない
くない切り→くない投げ→くない二刀投げの順にレベルアップする。
敵との接近戦では武器のレベルにかかわらずくない切りになり、しゃがみ攻撃および立ち中の上攻撃はちょんまげ攻撃に変わる。
くない投げ
前方に1発くないを射出。ジャンプ中に八方向いずれかの撃ち分けが可能。攻撃力はくない切りよりも低い。
くない二刀投げ
前方と斜め上に1発ずつくないを射出する。ジャンプの宙返り中に攻撃すると8方向へ同時にくないを打ち出す「八方くない投げ」に変化する。
投げたくないで敵を倒しても小判やアイテムを落とさないため、小判やアイテムを稼ぐには使い分ける必要がある。
サブウェポン：花火爆弾
8両消費。爆弾を投げつける。放物線を描いて落ち、地面に落ちて数秒経ってから、もしくは敵や障害物に接触すると同時に爆発する。横方向への飛距離は極めて小さい。
溜め撃ち：スーパー花火爆弾
落とした場所で数秒間炸裂する爆弾を撃ち出す。
おんぶ攻撃1：からくりぴょんぴょん爆弾（ゴエモンに乗る）
ボタンを押している間はスーパー花火爆弾が地面を跳ねながら移動し、ボタンを離すか敵に当たるかすると爆発する。
おんぶ攻撃2：あやつり花火爆弾（エビス丸に乗る）
ボタンを押している間は十字キーでスーパー花火爆弾を自由に操作し、ボタンを離すか敵に当たるかすると爆発する。

### サブキャラクター
ヤエ
日本で巻き起こる怪事件の解決を任務とする隠密組織「秘密特捜忍者」のくの一。マッギネス率いるからくり軍団の動向を単身追っている。前作までは髪の色が一定しなかったが、今作から黄緑色に統一された。
エリアクリア時の幕間、エリア4と最終エリアのステージ内での会話シーンで登場する他、インパクト戦の再戦時の通信モニターに登場し、攻略アドバイスを与えてゴエモンたちをサポートする。
最終ステージでは大江戸城の天守閣内に捕らわれており、助けるとエンディング後の1枚絵に加わる。
物知りじいさん
伊賀の山奥のからくり忍者屋敷に居を構え、サスケを筆頭に様々な発明品を作り出している発明家。今回は九州の薩摩でゴエモンたちを待ち、長年のからくり技術の集大成として「最新型スーパーウルトラゴージャスベリーごっついからくりメカ ゴエモン・いんぱくと」を開発し、マッギネス討伐に向かうゴエモン一行に託した。
インパクト戦の再戦時にヤエと共に通信モニターに登場し、攻略法をアドバイスしてくれる。
殿様
大江戸城の城主。前作の災難の解決で安心していたのもつかの間、隙を突かれて再び城を乗っ取られ、ゆき姫と共に大江戸城の天守閣に囚われてしまう。
ゆき姫
大江戸城に住む殿様の娘。殿様と共に大江戸城内に囚われている。大江戸城の天守閣で助けるとエンディングの1枚絵で2人の顔を模した花火が打ち上がる。
おみっちゃん（おみつ）
ゴエモンが住んでいるはぐれ町のアイドルにして、シリーズのヒロイン。新天守閣特別招待権を引き当てて出かけていたため事件に巻き込まれ、マッギネス将軍にさらわれてしまう。誘拐後はマッギネスに無理やりウサギの着ぐるみを着せられてしまう。
コリュウタ
『がんばれゴエモン外伝2〜天下の財宝〜』からのゲスト出演。同作でゴエモンたちと共に戦った少年で、龍に変化できる龍神の子。本作では龍神湖ステージにて龍に変化し、ゴエモンたちの足場となる。続くあかふく村では元の姿で登場するが、龍変化の練習中にたまたまゴエモンたちが通り掛かっただけらしく、本人もゴエモンたちを乗せていたことに気付いていなかった。
はんにゃ大将軍
前作で日本を揺るがす事件を起こした張本人。ゴエモンに懲らしめられて改心し、今作では大江戸城で技師を勤めていた。しかし「地下から城を空中要塞に改造する」という前回の自分と同じ手口をマッギネスに取られ、巻き込まれてしまう。また般若面を被っている。
この他にも、町の民家には『ツインビー』のウインビー（パステル）、『スナッチャー』のギリアン・シード、『悪魔城ドラキュラ』のシモン・ベルモンド、『ゴッドメディスン』のナオトとケンスケとミキ、『ロケットナイトアドベンチャーズ』のスパークスターなど、コナミ作品からのゲストキャラクターが登場する。

### 敵キャラクター
奇天烈将軍マッギネス
本名はマッギネス＝カス＝テイラ。今回の騒動の張本人で、極度な日本かぶれにして慇懃無礼な物腰の元宣教師。
布教目的で来日。大江戸城を見ていてもたってもいられなくなり急遽マッギネス軍を結成。ゴエモンとエビス丸に福引の当たりをわざと引かせて長期旅行に出かけるよう仕向け、二人のいぬ間に大江戸城を制圧して強引に「空中要塞マッギネス城」に改造し、強奪する。更に日本の地下も改築して独占しようと目論んでいる。
うさぎが好きで軍団のマークにした他、部下やさらってきたおみつにうさぎの着ぐるみを着せている。
最後はゴエモンインパクトを奪ってゴエモン一行に襲い掛かるも敗北。「日本の素晴らしい文化を残したかっただけ」と自身を正当化した挙句、それを邪魔したゴエモン一行の方が非があるとすら主張しようとしたが一蹴される。しかしそれでも「素直に謝るから許して欲しい」「こんな事もあろうかと土下座の素振りをしていた」などとあまり反省の色を見せなかった。直後、おみつの操縦で暴走したインパクトのキセルボムでゴエモン一行ともども吹き飛ばされた。漫画版ではラストシーンでゴエモンからキセルの折檻を受けている。
マーブル5人衆
ウサギの着ぐるみに身を包んだ、マッギネス直属の科学者集団。顔つきや背格好が全く同じであり、語尾に「〜っス」と付けて喋る共通点があるが、見分けが付くように5人それぞれが左腕に色違いの腕章を装着している。マッギネスの持つお菓子に釣られて配下となったらしい。
『がんばれゴエモン 東海道中 大江戸天狗り返しの巻』にゲスト出演しており、条件を満たすと登場する。
マーブル・レッド
エリア1の基地である「相撲城」を任されている。大の相撲好きであり、ちゃんこ鍋が好物。最初は相撲ロボ(色は赤い)に搭乗して立ちはだかり、続いて巨大からくりメカ「千秋楽」に搭乗する。
マーブル・ブルー
エリア2の基地である「歌舞伎城」を任されている。歌舞伎好きであり、ゴエモンに復讐を誓うカブキをスカウトした。からくりにも深く精通しており、カブキをサイボーグに改造した張本人でもある。
マーブル・イエロー
エリア3の基地である「和食城」を任されている。大喰らいで特に和食が大好物。「たそがれ壱号」を操る他、巨大からくりメカである「しゃれこうべ」に搭乗する。
マーブル・グリーン
エリア4の基地である「こけし城」を任されている。剣玉や駒といった日本の古い玩具を好み、「しゃれこうべ」のサポートメカの巨大ベーゴマも開発。
『東海道中 大江戸天狗り返しの巻』では「お面忍者」の開発者であることも語られた。
マーブル・ブラック
エリア5の基地である「地下工場」を任されている。祭りや正月といった日本の伝統行事を好み、地下工場にて最強の巨大からくりメカである「御輿天狗」を開発し、搭乗する。目の前の相手がゴエモンたちだと気付かずに作戦内容をゴエモンたちの前で安易に喋ってしまうなど、やや天然で口の軽い一面がある。
『東海道中 大江戸天狗り返しの巻』では、マーブル5人衆のリーダー格であった事実が判明した。

### 通常ボス
相撲（すもう）ロボ・マーブルレッド専用機
エリア1のボス。マーブル・レッドが搭乗する力士型のロボット。土俵状の足場の上で戦い、真空張り手による直接攻撃や、ぶちかましでプレイヤーを土俵から落とそうとする。
相撲ロボに乗ったまま来ればこちらもロボで対抗することができる。
カブキリターンズ
エリア2のボス。『ゆき姫救出絵巻』に登場したカブキがマーブル・ブルーの強化改造手術により復活した姿。前作同様の毒霧やカツラ飛ばしの他、足のブースターで常時飛行が可能になっており、つづらからマーブル弾（爆弾）を飛ばす攻撃もするようになっている。
死に際に「地獄で会おうぜ」と言い残し、「バーチャ地獄」で再び現れる。これはアトラクションとは無関係の出来事であり、終了後に職員にも不思議がられている。再戦時も攻撃パターンに一切の変化は無い。
たそがれ壱号
エリア3のボス。マーブル・イエローが宴会芸用として作ったからくりロボだが、受けが悪かったため、戦闘用に改造された。手で犬や鳥などの影絵を作り、それを実体化させて襲わせる。全ボス中で唯一無敵だが、約100秒の影絵の茶番に耐えると蝋燭が燃え尽きて降参し、一発殴らせた後に爆発する。
お面忍者
エリア4のボス。マーブル・グリーンがおもいつきで開発した忍者型多機能からくりメカ。キツネ、ネコ、ひょっとこのお面をそれぞれ被ることにより、攻撃パターンが変化する。
からくり影武者メカ マッギネス将軍
エリア6のボス。マッギネスの姿を模したからくりメカ。釜型のポッドに乗って飛行し、ポッド下のレーザーや和傘の爆弾を使って攻撃してくる。傘爆弾は爆発せず開くものもあり、レーザーを防いだり足場に使える。倒すとマッギネスの首がもげ、偽者であることが判明。そのままラストバトルに移行する。
ゴエモンインパクト・悪
本作のラストボス。ゴエモンたちが偽のマッギネスと戦っている間に本物のマッギネスに乗っ取られたゴエモンインパクト。パンチ、こばんビーム、キセルボムによる攻撃の他、天守閣からマーブル5人衆が様々な爆弾を投げてくる。この爆弾を跳ね返してインパクトの口に入れればダメージを与えられる。
ドラキュラン
エクストラステージ「バーチャ地獄」のボス。『悪魔城ドラキュラ』のドラキュラ伯爵と同じく、コウモリとテレポートを駆使して攻撃してくる。アトラクションなので本物のドラキュラではないのだが、からくりワールドには誤情報で来てしまったシモン・ベルモンドがいる。

### 中ボス
ひょっとこ丸
エリア6のマッギネス城広場に登場する中ボス。プレイヤーの被ダメージ量は、通常ボスと同等に設定されている。2形態存在し、両形態とも筋肉質の脚を持った木造船という外見上の特徴を持つ。第1形態は、船首にひょっとこの面、甲板に大砲を備え、大砲による砲撃を行う。第2形態は大砲の代わりに人間を模した上半身が付けられ（ひょっとこの面は頭部に移動）、爆弾とミニ達磨で攻撃する。

### インパクト戦ボス
からくり横綱メカ 千秋楽（せんしゅうらく）
エリア1のインパクト戦ボス。マーブル・レッドが開発した力士型巨大からくりメカ。インパクトのこばんビームを張り手で跳ね返すことがある。エネルギーが少なくなると頭部が壊れるが、それでも構わず攻撃を繰り出して来る。主な攻撃方向が張り手なのは、開発者のマーブル・レッドが相撲ファンの割に大した技を知らないため。
後の『がんばれゴエモン〜大江戸大回転〜』に登場する巨大メカ「千秋楽R」は、本機の強化型に当たる。
からくり落ち武者メカ しゃれこうべ
エリア3のインパクト戦ボス。搭乗者であるマーブル・イエローがマーブル・グリーンと共同開発した堕ち武者型巨大からくりメカ。巨大なベーゴマに乗り、水上を移動しながら攻撃してくる。ベーゴマが破壊されると、ホログラムを出す「おだぶつキック」など格闘戦になる。ベーゴマはマーブル・グリーンのアイデアである。
最終からくりメカ 御輿（みこし）天狗
エリア5のインパクト戦ボス。日本征服記念パレード用の巨大からくりメカをマーブル・ブラックが戦闘用に改造したもの。｢エレハンド｣や｢門松ランチャー｣など武装が多く、小判攻撃を続けているとバリアで跳ね返す。また、自分のエネルギーが減ってくると、相手のエネルギーを減らすために障壁を繰り出しながら格納庫へと逃げていく。ただし格納庫にいる時は小判攻撃を跳ね返さない。

### 町の人々
前作までは町人の大半が敵キャラクター扱いとなっていたが、本作以降、町ステージにはスリや泥棒を除き敵キャラクターが配置されなくなった。前作までの癖で町人を攻撃するとBGMが一変すると共に、マップ上から町人が全て居なくなる代わりに役人が現れてゴエモンたちに襲い掛かってくる。役人は通常の雑魚キャラクターと同様に攻撃で倒せるが見返りなどは何もなく、マップを切り替える、建物に入る、体力がなくなるまで無限に出現する。
町人
旅人や魚売りなど、町を行き交う人々。
魚売りを攻撃しても役人は現れずBGMも変わらないが、持っている籠から落下した魚に触れるとダメージを食らう。
商人
重い荷物を背中に担いでいる。攻撃をしてもすぐに立ち上がり、役人も現れない。
町娘
ボーナスキャラ。触れると50両もらえるが、間違って攻撃すると罰金として100両失う上に役人が現れる。
お婆さん
ボーナスキャラ。触れると50両もらえるが、間違って攻撃すると役人が現れない代わりに目を大きく見開いて怒りだし、無敵状態になって杖を振りながら追跡してくる。
冷奴（ひややっこ）
ボーナスキャラ。触れると体力を1ゲージ分回復してくれるが、間違って攻撃すると罰金100両を取られる上に役人が現れる。
スリ
ゆっくりとプレイヤーキャラクターに近付き、触れると小判を100両盗まれる。早めに攻撃すると半分の50両が戻ってくる。攻撃しても消滅せず、数秒逃げるだけでまた小判を盗もうとする。
泥棒
触れると武器レベルが1つ減る。早めに攻撃すると招き猫が戻ってくる。
役人
寄せ棒役人と提灯役人の2タイプが存在。一部の町を除いてマップ内を巡回しており、役人およびスリ・泥棒・犬・魚売り・商人を除く町人（お婆さん以外のボーナスキャラも含む）を直接攻撃した途端、真っ赤な顔をした憤怒の形相になって襲ってくる。提灯役人は一定距離を進んだ後、提灯を投げてくる。
えりあ2では手形を見せることで関所を通してくれる門番役人がいるが、町人を攻撃すると、手形の有無に関係なく通路を封鎖する。
浪人
攻撃しても役人は現れない代わりに、目を見開いて斬りかかってくる。
犬
攻撃すると吠えながら噛み付いてくるが、地形（建物や樽など）にぶつかると元に戻る。えりあ5では攻撃すると役人出現時のBGMが流れ、集団で襲いかかってくる。また、えりあ6では、近付くだけで噛み付いてくる攻撃的な犬もいる。

## 他機種版
| タイトル                                       | 発売日        | 対応機種               | 開発元     | 発売元 | メディア                              | 型式       | 売上本数 | 備考       |
| ---------------------------------------------- | ------------- | ---------------------- | ---------- | ------ | ------------------------------------- | ---------- | -------- | ---------- |
| 傑作選!がんばれゴエモン1・2 ゆき姫とマッギネス | 2005年4月21日 | ゲームボーイアドバンス | ジュピター | コナミ | 128メガビットロムカセット             | AGB-P-BG2J | -        | リメイク版 |
| がんばれゴエモン2 奇天烈将軍マッギネス         | 2008年5月27日 | Wii                    |            | KDE    | ダウンロード (バーチャルコンソール)   | -          | -        |            |
| がんばれゴエモン2 奇天烈将軍マッギネス         | 2013年9月25日 | Wii U                  |            | KDE    | ダウンロード (バーチャルコンソール)   | -          | -        |            |
| がんばれゴエモン2 奇天烈将軍マッギネス         | 2017年8月23日 | Newニンテンドー3DS     |            | KDE    | ダウンロード （バーチャルコンソール） | -          | -        |            |

ゲームボーイアドバンス版
前作『がんばれゴエモン〜ゆき姫救出絵巻〜』と本作の2in1リメイクとして発売された。主な変更点として、2人同時プレイが廃止されたためおんぶアクションが不可能になった、代わりにセレクトボタンでいつでもキャラクターの切り替えが可能になった。タイトル画面に「遊技場」が置かれており、両作品のミニゲームが手軽に楽しめる。

## スタッフ
- ディレクター：蛭子悦延
- 企画：小川公一
- プログラム：蛭子悦延、とこま（山口誠）、わーみーまるやま（丸山修）、奥谷友春、岸和田聡、梅崎重治
- キャラクター・デザイン：小川公一、薬師寺健雄、ほりえ こうじ メーン（堀江浩司）、山内円、近藤哲哉、濱垣和恵
- サブゲームプログラム：山下和之、近藤隆司、じぇいず かたおか（片岡英樹）、さとうまこと（佐藤誠）、やぎ・ゆさ・こういち（八木康一）
- サブゲーム・デザイン：村木摂、川崎秀一、もりさわ あぁ ともひろ（森澤友裕）
- サウンドデザイン：上原和彦、冨田朋也、安慶名伸行
- パッケージ・デザイン：すみちゃん（すみだひろみ）
- ロゴ・デザイン：吉本佳世
- 広報宣伝：くのいち さごい（砂井幸代）
- スペシャル・サンクス：あきよしゆうや、なかむらりょうへい、まえかわたろを、帯ひろ志、コミックボンボン、村田司朗
- プロデューサー：梅崎重治
- エグゼクティブ・プロデューサー：樹下國昭

## 評価
ゲーム誌『ファミコン通信』の「クロスレビュー」では合計31点（満40点）でシルバー殿堂入りを獲得、『ファミリーコンピュータMagazine』の読者投票による「ゲーム通信簿」での評価は以下の通り23.8点（満30点）となっている。また、1998年に刊行されたゲーム誌『超絶 大技林 '98年春版』（徳間書店）では、「使用できるキャラクタが3人になったり、ボスキャラ戦では3Dシューティングが楽しめるなど、随所にパワーアップがなされている」と紹介されている。
| 項目 | キャラクタ | 音楽 | お買い得度 | 操作性 | 熱中度 | オリジナリティ | 総合 |
| 得点 | 4.3        | 3.9  | 3.8        | 4.0    | 3.9    | 3.9            | 23.8 |

## コミカライズ
「天下の財宝編」に続き、帯ひろ志作で『コミックボンボン』連載、単行本全2巻。
本編開始前に、4話分のオリジナルストーリーが書かれた。その話では、「マッギネスが記憶喪失となった状態でゴエモンと出会う」「サスケが完成前の姿で出てくる」「オリジナルキャラクターの登場とエビス丸との大食い対決」「ヤエがインターポールからゴエモンとエビス丸の逮捕を命じられる」といった内容だったが、コミック収録でその4話が収録見送りとなった。後に、『ネオ桃山幕府のおどり』の最終巻で4話の内2話を再編集して1話にまとめて収録されている。
本編はほぼ原作ゲーム通りに進行する。一方、前述の通り記憶喪失のマッギネスがゴエモンたちと関わりを持つ他、マーブル5人衆が実は素顔が美形で、着ぐるみのフードを付けている時だけゲーム同様の顔つきになる独自設定が追加されている。また、しゃれこうべと神輿天狗にはマーブル5人衆全員が搭乗したり、マッギネスの乗るゴエモンインパクトとの最終決戦では直接対決ではなく、物知りじじいが急遽開発したメカ「エビス丸インパクト」に搭乗して戦うなどのオリジナル展開が描かれている。最後はゲームではその後が描かれなかった大江戸城がインパクトの激突によって墜落する結末となっている。

## ガイドブック
- がんばれゴエモン2 奇天烈将軍マッギネス 必勝攻略本（講談社）
- がんばれゴエモン2 奇天烈将軍マッギネス 必勝攻略法（双葉社）